# Mithat Demirel
Pour les articles homonymes, voir Demirel.
Mithat Demirel, né le 10 mai 1978 à Berlin, est un joueur allemand de basket-ball, d'origine turque. Il mesure 1,80 m et joue au poste de meneur.

## Biographie
Demirel est international allemand : il obtient 100 sélections de 1999 à 2007.

## Équipes
- 1997 - 1999 :  ALBA Berlin (Basketball-Bundesliga)
- 1999 - 2000 : 
  -  Oyak Renault (TBL)
  -  Weissenfels BC (Basketball-Bundesliga)
- 2000 - 2001 :  Mitteldeutscher BC (Basketball-Bundesliga)
- 2001 - 2005 :  ALBA Berlin (Basketball-Bundesliga)
- 2005 - 2006 :  Beşiktaş JK (TBL)
- 2006 - 2007 :  Galatasaray Café Crown (TBL)
- 2007 :  Scafati Basket (LegA)
- 2008 - 2009 :  Brose Baskets (Basketball-Bundesliga)
- 2008 – 2009 :  Erdemirspor Belediyesi

## Palmarès
En sélection
En club
Personnel
- Élu joueur de l'année en BBL : 2003